# Timothy Hutton
Timothy Tarquin Hutton (født 16. august 1960) er en amerikansk skuespiller og instruktør. Hutton er mest kendt for filmen En ganske almindelig familie fra 1980, som han også modtog en Oscar for bedste mandlige birolle for. Hutton er søn af skuespiller Jim Hutton. Da Timothy Hutton modtog sin Oscar i 1981 dedikerede han det til sin far, der døde i 1979. Han er den den yngste skuespiller til at vinde i den kategori.